# Trechaleoides
Genre
Trechaleoides est un genre d'araignées aranéomorphes de la famille des Trechaleidae.

## Distribution
Les espèces de ce genre se rencontrent au Brésil, au Paraguay, en Argentine et en Uruguay.

## Liste des espèces
Selon World Spider Catalog (version 17.0, 27/04/2016) :
- Trechaleoides biocellata (Mello-Leitão, 1926)
- Trechaleoides keyserlingi (F. O. Pickard-Cambridge, 1903)

## Publication originale
- Carico, 2005 : Descriptions of two new spider genera of Trechaleidae (Araneae, Lycosoidea) from South America. Journal of Arachnology, vol. 33, no 3, p. 797-812 (texte intégral).